# Kisumu
Kisumu je kenijska luka na istočnoj obali Viktorijinog jezera, na 1131 metara nadmorske visine. Treći je grad po veličini u Keniji i centar zapadnog dijela države, glavni grad provincije Nyanza te okruga Kisumu. Također je drugi grad po značaju u području Viktorijinog jezera, iza ugandske Kampale.
Luka je osnovana 1901. kao Port Florence, a danas je najznačajnija po izvozu nafte.
Godine 1999. Kisumu je imao 322.734 stanovnika.

## Gradovi prijatelji
- Cheltenham, Ujedinjeno Kraljevstvo
- Roanoke, Virginia, SAD

## Vanjske poveznice

### Ostali projekti
|  | Zajednički poslužitelj ima još gradiva o temi Kisumu |